# Gertrud Angelika Wetzel

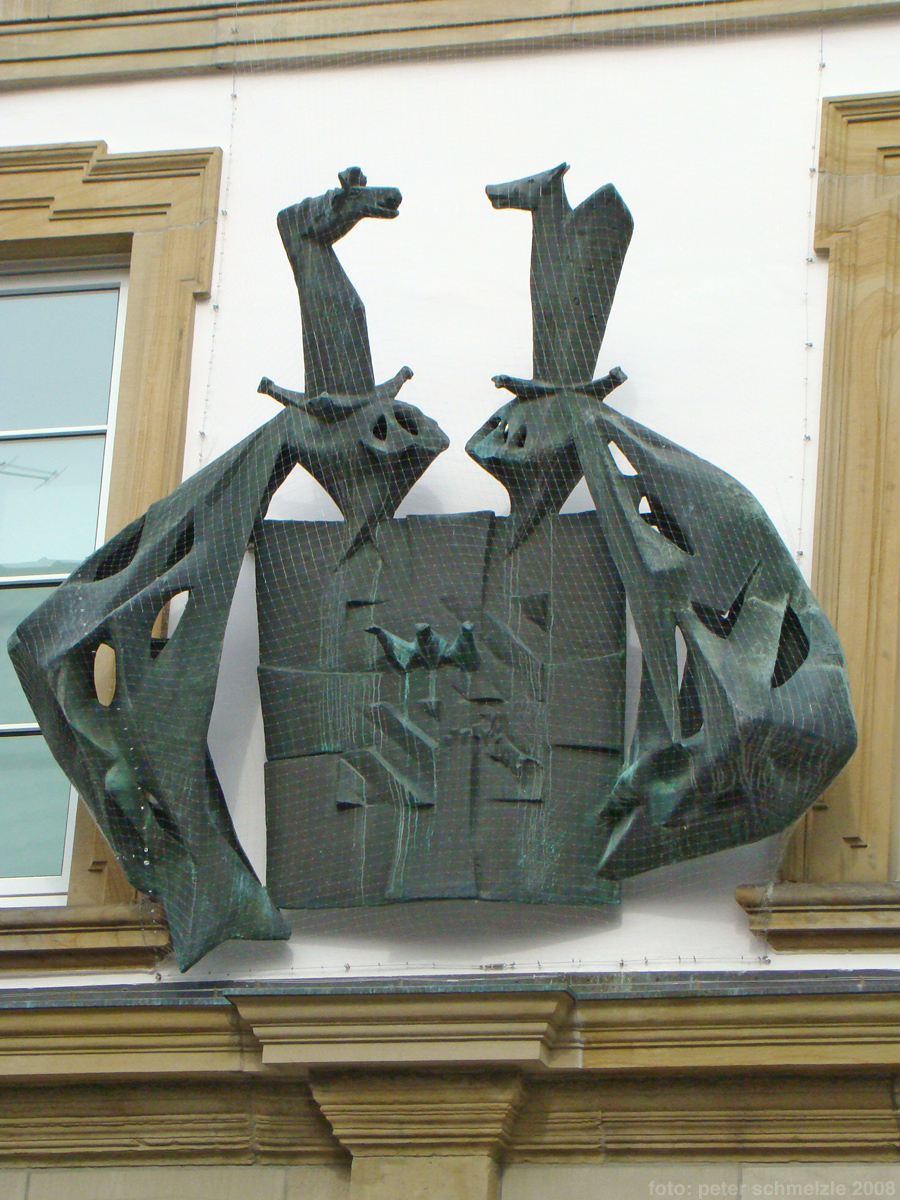
Stilisiertes Deutschordens-Wappen am Behringerbau in Heilbronn von Angelika Wetzel, 1961.

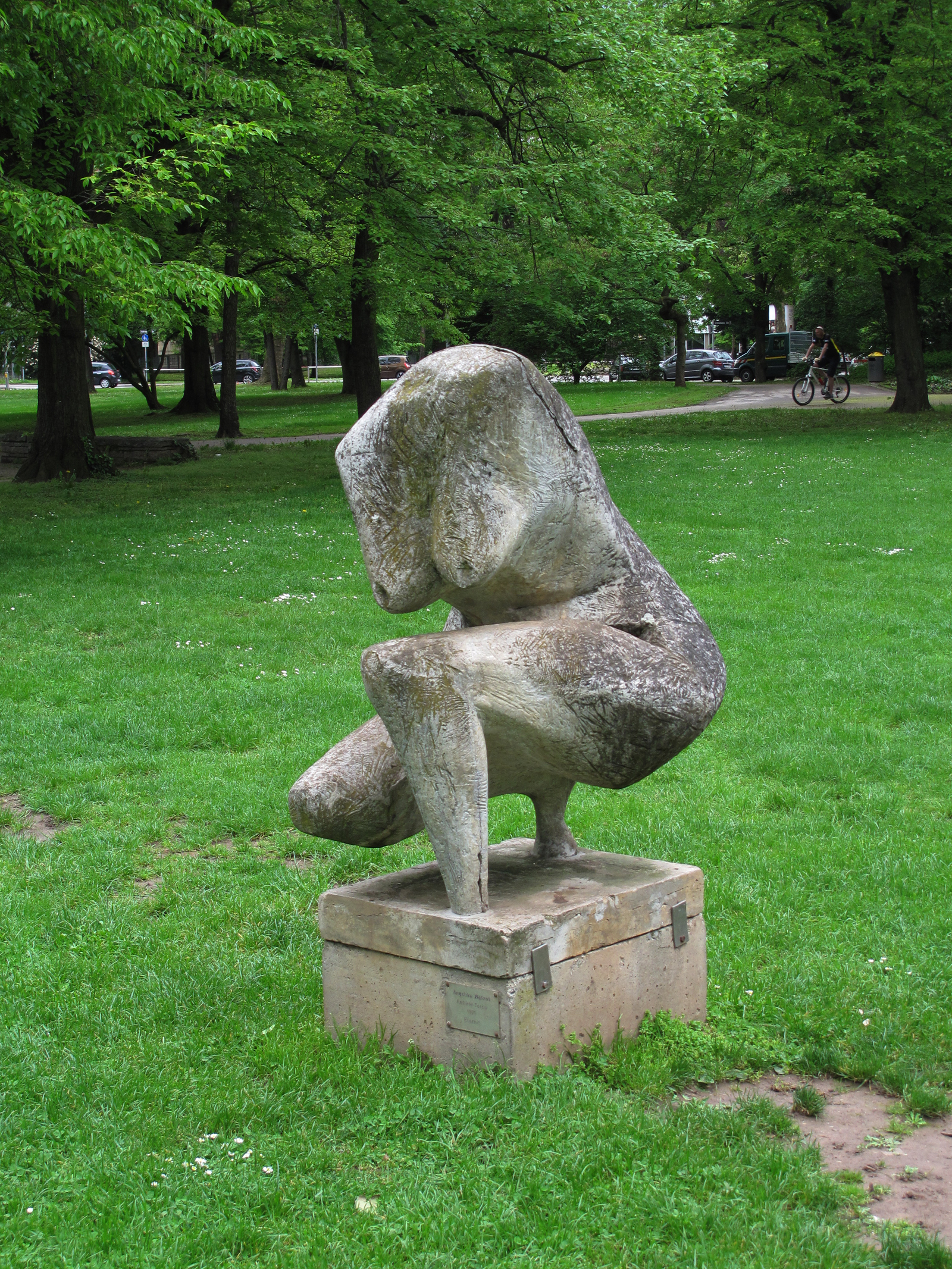
Antiker Torso im Kurpark Bad Cannstatt

Gertrud Angelika Wetzel (* 1934 in Häfnerhaslach; † 5. August 2011 in Stuttgart) war eine deutsche Bildhauerin, Grafikerin, Medailleurin in Stuttgart.

## Leben
Gertrud Angelika Wetzel wurde als Tochter der Eheleute Planck geboren. Im Jahre 1953 machte sie ihr Abitur am Hölderlin-Gymnasium Stuttgart. Von 1954 bis 1961 absolvierte sie ein Studium der Bildhauerei an den Staatlichen Akademien in Carrara/Italien bei Emilio Greco, in Stuttgart bei Hugo Peters und bei Christoff Schellenberger, in Berlin an der Hochschule für Bildende Künste bei Bernhard Heiliger sowie in Stuttgart bei Heinrich Wildemann und Peter Otto Heim. Seit 1961 war Gertrud Angelika Wetzel freischaffend in Stuttgart als Medailleurin und Bildhauerin tätig.
1958 heiratet sie den Architekten Johannes Wetzel, mit dem sie drei Kinder hat. Ab 1959 arbeitete sie als Bildhauerin in Verbindung mit der Architektur. Sie war seit 1966 Mitglied im Künstlerbund Baden-Württemberg, in der GEDOK und im Künstlerkreis der Medailleure München.

## Werke (Auswahl)
- Taufstein mit Deckplatte für die Walterichskirche in Murrhardt, Bronzeguss, 1967.[3]
- Skulptur „Antiker Torso“, Kurpark Bad Cannstatt, Stuttgart, 1971.
- Ofterdingenbrunnen vor dem Rathaus in Kelkheim (Taunus), 1974.

## Rezeption
- Halbstündiger Film im Deutschen Fernsehen, 1. Programm »Mit Spachtel und Meißel, Portrait einer Bildhauerin«, Saarländischer Rundfunk im Jahre 1965

## Preise und Auszeichnungen
- 1959: 1. Preis für Kleinplastik beim Nationalen Wettbewerb zur Olympiade 1960 Rom in München
- 1981: Preisträgerin beim Wettbewerb »Hommage à Baden-Baden«
- 2000: Maria Ensle Preis der Kunststiftung Baden-Württemberg
- 2003: Erich-Heckel-Preis des Künstlerbunds Baden-Württemberg
- 2008: Hilde-Broër-Preis der Deutschen Gesellschaft für Medaillenkunst, verliehen in Kressbronn